# میدوود
میدوود (به هلندی: Midwoud) یک منطقهٔ مسکونی در هلند است که در میدم‌بلیک واقع شده‌است. میدوود ۱٬۷۰۳ نفر جمعیت دارد.